# ۲۵۱ (پیش از میلاد)
۲۵۱ (پیش از میلاد) ۲۵۱مین سال قبل از تقویم میلادی است.